# Janvier 1767
Cette page présente les faits marquants du mois de janvier 1767.

## Événements
- 20 janvier : le gouverneur du Bengale Robert Clive est rappelé par la Compagnie anglaise des Indes orientales et remplacé par Harry Verelst[1]. Après son départ, l’oppression et la corruption des Britanniques sur le Bengale amènent la misère sur le pays[2].